# پاپ رابسون
پاپ رابسون (انگلیسی: Pop Robson؛ زادهٔ ۱۱ نوامبر ۱۹۴۵) یک بازیکن فوتبال اهل بریتانیا است.